# Legion de Californie
Ne doit pas être confondu avec Legion de San Diego.
Actualités
La Legion de Californie (officiellement en anglais : California Legion) est une franchise américaine de rugby à XV basée en Californie. Créée en 2025 de l'union de la Legion de San Diego et du Rugby Football Club Los Angeles, elle évoluera en Major League Rugby en 2026.

## Historique
En prévision de la saison 2026, les franchises du San Diego Legion et du Rugby Football Club Los Angeles actent leur union le 30 juillet 2025 afin de former une entité unique, la California Legion. L'équipe doit évoluer sur plusieurs enceintes sportives de la Californie du Sud : Los Angeles, San Diego ainsi que le comté d'Orange,, : respectivement le Wallis Annenberg Stadium (en), le Torero Stadium et le Championship Soccer Stadium (en).